# وادي رانوناء
وادي الرانوناء، أحد أودية المدينة المنورة، ويقع في وسطه مسجد الجمعة، والذي أقيم قريباً من مجراه القديم شمالي مسجد قباء بمسافة (900) متر تقريباً. وحاليا، غطي معظم مجرى الوادي.

## مساره
يبدأ من جبل مقمن في جنوب المدينة، متجها شمالاً مارا ببساتين المدينة بين قباء والعوالي، حتى يصل إلى منطقة قربان ومنها يصب في مجرى وادي بطحان ويصبح جزءاً منه.

## آثاره
تم العثور على نقوش صخرية تصف حال الوادي في عصر ما قبل صدر الإسلام، وهذه النقوش عبارة عن بيتين شعريين: 
وقد قام الشاعر الذي كتب هاذين البيتين بتوثيق تاريخي من حيث لا يعلم؛ حيث وثق لجزء من تاريخ السد الأثري في وادي رانوناء، ووصف حاله في ذلك العصر بأنه كان زاهرًا وزاخرًا بالزرع والماء وترتاده الظباء، والفتيان والفتيات للتنزه فيه والتمتع بجماله والخضرة فيه.
ومن الآثار الأخرى التي عُثر عليها في وادي الرانوناء السدود والكتابات:
وهي عبارة عن ثلاثة سدود متقاربة وتتميز ببنائها القوي، وأكبرها السد الجنوبي الذي يلي مصادر السيل، ثم السد الثاني، فالثالث من حيث كبر الحجم، وكان الهدف من جعل السد الجنوبي الأكبر بناء كونه أول سد مواجه لتيار السيل عند قدومهن لذا لزم أن يكون الأكبر حتى يتحمل قوة المياه قبل أن تتوزع إلى السدود والمجاري الأخرى.
ومن المعثورات الكتابية في صخور الهضبة التي تلي السد من جهته الغربية ن كتابة نصها:
( جدد هذا السد بإرادة الملك المظفر السلطان عبد العزيز خان سعادتلو شيخ الحرم خالد باشا بنظارة الفاضل محمد صالح حماد سنة 1289هـ بالمدينة المنورة.. عمر ازميري غفر الله له آمين" ا هـ. )
ويدل هذا النص على أنه كان في موضع هذا السدن سد آخر؛ لأن التجديد لايكون إلا لشيء موجود، ومن المحتمل أن السد المجدد هو سد: عبد الله بن عمرو بن عمر بن عثمان الذي جاء في كتاب ( وفاء الوفاء) أنه يصب فيه سيل وادي رانوناء. 